# أجا ناشلي
آجا ناشلي (بالهندية : आजा नचले العربية : تعال أو دعنا نرقص) هو فيلم بوليوود 2007 . بدأ عرض الفيلم في الهند وفي الولايات المتحدة في 30 نوفمبر 2007. نجمة الفيلم هي مادهوري ديكسيت وهو فيلمها الأول بعد ست سنوات، وذلك جنبا إلى جنب مع جوجال هانسراج وكونكونا سين شارما وأكشاي خانا وكونال كابور . تلقى الفيلم ردود فعل متباينة وأعلن كخبطة في شباك التذاكر من الهند.

## وصلات خارجية
- أجا ناشلي على موقع IMDb (الإنجليزية)
- أجا ناشلي على موقع ميتاكريتيك (الإنجليزية)
- أجا ناشلي على موقع روتن توميتوز (الإنجليزية)
- أجا ناشلي على موقع نتفليكس (الإنجليزية)
- أجا ناشلي على موقع قاعدة بيانات الأفلام العربية
- أجا ناشلي على موقع ألو سيني (الفرنسية)
- أجا ناشلي على موقع Turner Classic Movies (الإنجليزية)
- أجا ناشلي على موقع أول موفي (الإنجليزية)
- أجا ناشلي على موقع بوكس أوفيس موجو (الإنجليزية)
- أجا ناشلي على موقع فيلمافينيتي (الإسبانية)